# Solatorobo: Red the Hunter
Solatorobo: Red the Hunter — компьютерная ролевая игра с элементами экшена, разработанная студией CyberConnect2 и изданная компанией Namco Bandai Games для портативной игровой системы Nintendo DS. Игра была впервые издана в Японии в октябре 2010 года, версия на английском языке появилась в Европе в июле 2011 года и в Австралии в ноябре того же года, а североамериканское издание состоялось в сентябре под эгидой Xseed Games. Игра является концептуальным продолжением Tail Concerto и, подобно ей, включает художественное оформление мангаки Нобутэру Юки и музыкальное сопровождение Тикаё Фукуды. Игра дополнена анимированными сценами производства студии Madhouse и вокальными темами в исполнении Томоё Митани.
Действие игры происходит в фэнтезийном мире в стиле стимпанк, состоящем из парящих в воздухе островов, населённых антропоморфными собаками и кошками, называемыми соответственно «Канину» и «Фелинеко». В центре сюжета находится пёс Ред Саварин, независимый искатель приключений, пилотирующий летающего боевого робота. При выполнении задачи по возвращению похищенного файла он знакомится с молодой кошкой Фелинеко по имени Эль и становится участником событий, открывающих скрытую правду о происхождении его мира и его обитателей.

## Игровой процесс
Solatorobo представляет собой ролевую игру с элементами экшена, в которой игрок управляет Редом — искателем приключений, пилотирующим небольшого боевого робота, оснащённого длинными манипуляторами для захвата и броска предметов или противников. Ред может бросать врагов друг в друга, а также выполнять серийные броски одного и того же противника для создания комбо и нанесения увеличенного урона. После победы над каждым врагом Ред зарабатывает очки опыта для повышения уровня, что делает его сильнее и увеличивает количество здоровья. Его робот может быть усовершенствован и настроен через приобретение компонентов за валюту, называемую «кольца» — простые геометрические элементы, которые помещаются в гнёзда, разблокируемые при нахождении «П. Кристаллов» на протяжении игры. С развитием истории он приобретает новые атакующие навыки, включая раскручивание противника или выстрелы снарядами. Игрок может также позволить Реду выходить из машины в любое время, что предоставляет ему способность плавать, взбираться по лестницам, активировать панели или выключатели и парализовать врагов электрошокером.
Для продвижения по сюжету игроки должны пройти до конца каждую новую область, попутно решая головоломки и сражаясь с противниками. Помимо основного повествования, игрокам необходимо завершить множество дополнительных квестов для увеличения «охотничьего ранга», что открывает доступ к новым сегментам главной сюжетной линии. Всего в игре представлено 83 задания, которые обычно предполагают поиск предметов, выполнение поручений местных жителей или участие в мини-играх. В то время как 12 из этих заданий были доступны только в качестве загружаемого контента в японской и европейской версиях, североамериканское издание содержит все задания. В игру также входит многопользовательский гоночный режим Air Robo GP, доступный через Nintendo Wi-Fi Connection.

## Сюжет

### Персонажи и сеттинг
Действие Solatorobo происходит в Пастушьей Республике — группе парящих островов, между которыми перемещаются дирижабли и небольшие персональные мехи. В игровом мире преобладает французский язык, использованный для создания европейского стилистического оформления. Персонажи игры представлены антропоморфными собаками, называемыми «Канину», и антропоморфными кошками, называемыми «Фелинеко». Игроки управляют главным героем Редом Савариным — 17-летним представителем Канину, зарабатывающим на жизнь в качестве Охотника, разновидности наёмника. Он страдает от амнезии и управляет роботом Дахак на протяжении всей игры, который служит ему основным оружием и средством передвижения. Его сопровождает приёмная сестра Чокола Джелато, технически подкованная представительница породы померанский шпиц из расы Канину, которая поддерживает его через систему связи Дахака. Значительная часть сюжета сосредоточена на взаимоотношениях Реда с Эль Мелизе, представительницей породы американская короткошёрстная из расы Фелинеко, с которой он встречается в ходе одной из ранних миссий. Во второй части игры Ред также встречает Юрлунгур, последнего оставшегося на Земле представителя расы Юно, по совместительству технологии, которая осведомлена о действиях Гибридов и истории Мира.
Основными антагонистами являются члены гильдии Курваз — организации, использующей шантаж и запугивание для достижения своих целей и планирующей высвободить древнюю враждебную силу под названием Ларес. Возглавляет организацию представитель породы немецкая овчарка из расы Канину Бруно Дондурма, а его помощники, известные как отряд специальных операций Курваз, включают Оперу Кранц — представительницу породы русская голубая из расы Фелинеко, управляющую роботом Тиамат; Грена Захера — представителя породы кишу-ину из расы Канину, командующего роботом Мефисто; и Калуа Нейпедж — представителя породы оцелот из расы Фелинеко, пилотирующего ОверМефисто. Им помогают секретарь Бруно Мервей Мильон — представительница породы колли из расы Канину, а также Белуга Дамиенс — охотник за наградами породы рысь из расы Фелинеко, управляющий роботом Саламандер и ставший соперником Реда.
Во второй части игры Ред и другие персонажи сталкиваются с новой организацией под названием Гибриды, состоящей из Бланка — гибрида-мужчины, управляющего роботом Срвара, и Неро — гибрида-женщины, пилотирующей робота Зайрита. Оба подчиняются Байону — изначальному гибриду и пилоту робота Бериус, который преждевременно пробудился от анабиоза для осуществления операции КОДА.

### История
Сюжет Solatorobo разделён на две части, первая из которых сосредоточена на заговоре организации Курваз. Реду Саварину поручают вернуть украденный важный файл. Для выполнения задания он поднимается на борт огромного дирижабля под названием Гинденбург, в глубине которого обнаруживает загадочный медальон. Из плазменного моря рядом с кораблём поднимается гигантское существо по имени Ларес и наносит серьёзные повреждения Гинденбургу. Покидая горящий дирижабль, Ред встречает таинственного ребёнка из расы Фелинеко, который потерял сознание. Рискуя собственной безопасностью, Ред переносит ребёнка на свой личный корабль Асмодеус, где узнаёт, что его зовут Эль. В результате Ред оказывается втянутым в путешествие по Пастушьей Республике с целью раскрыть тайны медальона и помешать Бруно получить контроль над Ларесом.
Вторая часть сюжета сосредоточена на происхождении Реда как Гибрида и загадочной операции под названием «Операция КОДА» (расшифровывается как «Континентальная Ориентационная Дефлотационная Настройка»). Вскоре после победы над Ларесом Ред и его спутники впервые сталкиваются с Бланком и Неро — человекоподобными Гибридами, которые атакуют части Пастушьей Республики. Несмотря на попытки Реда защититься от атак Бланка и Неро, он терпит поражение в противостоянии с ними. После этого столкновения Ред узнаёт от Мервей, что он подобен им благодаря способности входить в состояние Транса, которое позволяет Реду принимать человеческий облик. Помимо открытия способности к Трансу, Ред также узнаёт, что Мервей, ранее участвовавшая в Операции КОДА, спасла его девять лет назад. Ред оказался нежелательным побочным продуктом эксперимента по созданию Гибридов для использования в Операции КОДА, был признан «неудачным» образцом и подлежал уничтожению. Вскоре после того, как Ред узнаёт правду, Байон — гибрид-человек, преждевременно пробудившийся от сна и создатель Бланка, Неро и Реда, — начинает реализацию Операции КОДА. Позднее Ред узнаёт, что их мир в действительности является планетой Земля и некогда был населён людьми. Однако получение людьми загадочных сущностей, называемых Юно, привело к вымиранию человеческой расы из-за их жажды знаний. Герои также узнают, что план Байона по проведению Операции КОДА заключается в призыве Тартароса и перезапуске Земли путём уничтожения существующей цивилизации. Реду и его спутникам предстоит сделать всё возможное, чтобы остановить Операцию КОДА и Байона до того, как их мир будет уничтожен.

## Разработка
Разработка Solatorobo была впервые анонсирована в 2007 году публикацией концепт-арта на веб-сайте CyberConnect2. Официальный анонс игры состоялся в марте 2010 года на страницах японского журнала Famitsu под рабочим названием «Solarobo», приуроченный к 15-летнему юбилею студии-разработчика. В разработке игры принимали участие Хироси Мацуяма и Такаюки Исобэ в качестве продюсеров, Нобутэру Юки, ранее работавший над Tail Concerto, как дизайнер персонажей, Ёситакэ Танигути, известный по серии Super Robot Wars, как дизайнер мехов, а также студия Madhouse, создавшая вступительный ролик. Игра была представлена на выставке Japan Expo 2010 во Франции под названием «Project Coda». Демонстрационная версия была переведена на французский язык, что привело к предположениям о возможном выпуске на Западе. Выход игры в Европе (включая Россию и Турцию) и других странах (ЮАР, Австралия и Новая Зеландия) был подтверждён Nintendo в апреле 2011 года, и состоялся 1 июля под окончательным названием Solatorobo: Red The Hunter. Игра была выпущена 28 октября 2010 года в Японии в обычном и коллекционном изданиях; в коллекционное издание вошли артбук, диск с саундтреком и DVD-диск «Prelude». 21 октября компания Namco Bandai провела 8-часовую рекламную кампанию на японском телеканале Tokyo MX, показав 100 рекламных роликов игры подряд, что позволило установить мировой рекорд Гиннесса в категории «Максимальное количество телевизионных рекламных роликов одного товара».
Xseed Games выпустила Solatorobo в Северной Америке 27 сентября 2011 года. Nintendo выпустила физические копии игры в Европе 1 июля 2011 года.

### Музыка
Музыку для Solatorobo сочинила Тикаё Фукуда, ранее написавшая саундтрек для Tail Concerto, а также музыкальное сопровождение для игр серии .hack студии CyberConnect2. Она сотрудничала с певицей Томоё Митани в составе группы «LieN». Митани исполнила музыкальные темы вступительной и завершающей заставок игры — «And Then, to CODA») и «Re-CODA» соответственно, а также песню «Nagareboshi ☆ Kirari». Саундтрек, содержащий подборку из 24 композиций, входил в комплект коллекционного издания игры в Японии, а также стандартного североамериканского издания от Xseed Games. В октябре 2012 года компанией Namco Bandai Games в Японии был выпущен официальный коммерческий саундтрек под названием Solatorobo Perfect Soundtrack, включающий 80 композиций на двух дисках.

## Критика
| Сводный рейтинг    | Сводный рейтинг |
| Агрегатор          | Оценка          |
| ------------------ | --------------- |
| GameRankings       | 75,87 %         |
| Metacritic         | 76 / 100        |
| Иноязычные издания |                 |
| Издание            | Оценка          |
| 1UP.com            | B-              |
| Eurogamer          | 8 / 10          |
| Famitsu            | 33 / 40         |
| Game Informer      | 7,5 / 10        |
| GameSpot           | 7,5 / 10        |
| IGN                | 8 / 10          |
| Nintendo Power     | 9 / 10          |

Игра получила общую оценку 33 из 40 баллов от японского журнала Weekly Famitsu на основе индивидуальных рецензий с оценками 9, 8, 8 и 8, что принесло ей золотую награду издания. Тем не менее первоначальные продажи в регионе были невысокими — игра заняла седьмое место в чартах продаж программного обеспечения Media Create в первую неделю с результатом 21 915 копий, а общие продажи по всему миру составили приблизительно 100 000 экземпляров.
Игра получила преимущественно положительные оценки в Европе и Северной Америке: 75 % на сайте-агрегаторе рецензий GameRankings и 76 баллов из 100 на Metacritic. Критики высоко оценили общую тональность и подачу игры. Некоторые рецензенты, включая журнал Nintendo Power, отметили, что игра шла вразрез с тогдашними тенденциями рынка видеоигр, ориентированными на «угрюмых подростков и мрачных космических пехотинцев», назвав её «игрой, которая воплощает экспериментальный дух эпохи NES с одним из лучших уровней технического исполнения на Nintendo DS». Однако критике подверглись низкий уровень сложности и избыточное количество диалогов — отмечалось, что «20-часовое прохождение содержит больше разговорных сцен, чем необходимо». Сайт 1UP.com также посчитал, что темп Solatorobo замедлялся из-за чрезмерного количества текста, отметив, что это «качественно локализованный контент, однако основная проблема игры заключается в избыточном количестве текста». Хотя рецензенты Destructoid сочли геймплей в целом «повторяющимся» и «посредственным», они отметили, что уникальный визуальный стиль Solatorobo и качественно выполненные видеовставки могли бы стать основой для анимационного фильма.
Solatorobo получила номинации в категориях «Игра года для DS», «Лучшая приключенческая игра», «Лучший сюжет/сценарий», «Игра года в общем зачёте» и «Лучший новый персонаж» (за персонажа «Ред Охотник») на 23-й ежегодной церемонии награждения журнала Nintendo Power в 2011 году. Позднее журнал поместил игру на 268-е место в рейтинге лучших игр, выпущенных для игровых систем Nintendo, опубликованном в заключительном декабрьском номере 2012 года. Издание IGN также номинировало игру в категории «Лучшая ролевая игра для 3DS/DS» в рамках своих итоговых наград за 2011 год.